# ウーマン・トーキング 私たちの選択
『ウーマン・トーキング 私たちの選択』（ウーマン・トーキング わたしたちのせんたく、原題: Women Talking）は、2022年に公開されたアメリカ合衆国のドラマ映画である。監督はサラ・ポーリー、主演はルーニー・マーラが務めた。
原作はミリアム・トウズが、2018年に発表した小説『Women Talking』である。ポーリーにとって10年ぶりの監督作品となり、また第95回アカデミー賞で脚色賞を受賞。作品もアカデミー作品賞にノミネートされた。

## 概要
2010年。キリスト教の一派、メノナイトに属する信徒たちが人里離れた場所でコミュニティを営んでいた。そんなある日、女性たちはある恐るべき事実を知る。コミュニティの男たちが女性に薬を盛り、意識を失っている間にレイプするという非道な振る舞いを何年にもわたって続けていたのだと。女性たちは屋根裏部屋で今後どうすべきかを話し合うことにしたが、議論は信仰や赦しの問題にまで及んでいく。

## キャスト
※括弧内は日本語吹替。
- オーナ：ルーニー・マーラ（小林沙苗）
- サロメ：クレア・フォイ（渋谷はるか）
- マリチェ：ジェシー・バックリー（永宝千晶）
- アガタ：ジュディス・アイヴィー（久保田民絵）
- オーガスト・エップ：ベン・ウィショー（川田紳司）
- スカーフェイス・ヤンツ：フランシス・マクドーマンド（塩田朋子）
- グレタ：シーラ・マッカーシー（野沢由香里）
- オーチャ：ケイト・ハレット（横山友香）
- ナイチャ：リブ・マクニール（寺崎裕香）
- メイヤー：ミシェル・マクロード（夏葵）
- その他の日本語吹き替え：木村涼香／長縄まりあ／葛原詩織／松本沙羅／ふじたまみ／菊池康弘／石黒史剛

日本語版スタッフ：演出：鍛治谷功、翻訳：川岸史、制作：JVCケンウッド・ビデオテック

## 製作・音楽
2020年12月17日、フランシス・マクドーマンドがサラ・ポーリー監督の新作映画に出演することになったと報じられた。2021年6月16日、本作の主要キャストが発表された。2022年1月31日、ヒドゥル・グドナドッティルが本作で使用される楽曲を手掛けるとの報道があった。12月2日、本作のサウンドトラックが発売された。

## 公開
2022年9月2日、本作はテルライド映画祭でプレミア上映された。同月13日には第47回トロント国際映画祭で、10月10日にはニューヨーク映画祭で本作の上映が行われた。
当初、本作は2022年12月2日に全米公開される予定だったが、後に公開日は同月23日に延期されることになった。
『ウーマン・トーキング 私たちの選択』は、Amazonがユナイテッド・アーティスツ・リリーシングの映画配給業務を終了し、オライオン・ピクチャーズの親会社であるメトロ・ゴールドウィン・メイヤーに合併される前に、ユナイテッド・アーティスツ・リリーシングが公開した最後の映画となった。

## マーケティング
2022年8月17日、本作の劇中写真が初めて公開された。10月11日、本作のオフィシャル・トレイラーが公開された。12月15日、本作のオフィシャル・トレイラー第2弾が公開された。

## 評価
本作は批評家から絶賛されている。映画批評集積サイトのRotten Tomatoesには93件のレビューがあり、批評家支持率は90%、平均点は10点満点で8.1点となっている。サイト側による批評家の見解の要約は「重要な点を観客に理解させるために、『ウーマン・トーキング 私たちの選択』は時に娯楽性を投げ捨てている。しかし、そのメッセージは価値あるものであり、観客の心に響いている。」となっている。また、Metacriticには19件のレビューがあり、加重平均値は81/100となっている。

### 受賞・ノミネート一覧
| 賞                                   | 日付           | カテゴリ               | 対象                                                                 | 結果       | 出典          |
| ------------------------------------ | -------------- | ---------------------- | -------------------------------------------------------------------- | ---------- | ------------- |
| トロント国際映画祭                   | 2022年9月18日  | 観客賞                 | 『ウーマン・トーキング 私たちの選択』                                | 次点1位    | [ 16 ]        |
| ゴッサム・インディペンデント映画賞   | 2022年11月28日 | 助演俳優賞             | ジェシー・バックリー                                                 | ノミネート | [ 17 ] [ 18 ] |
| ゴッサム・インディペンデント映画賞   | 2022年11月28日 | 助演俳優賞             | ベン・ウィショー                                                     | ノミネート | [ 17 ] [ 18 ] |
| ゴッサム・インディペンデント映画賞   | 2022年11月28日 | 脚本賞                 | サラ・ポーリー                                                       | ノミネート | [ 17 ] [ 18 ] |
| ナショナル・ボード・オブ・レビュー賞 | 2022年12月8日  | 作品賞トップ10         | 『ウーマン・トーキング 私たちの選択』                                | 入賞       | [ 19 ]        |
| ナショナル・ボード・オブ・レビュー賞 | 2022年12月8日  | アンサンブル演技賞     | 出演者一同                                                           | 受賞       |               |
| AFI賞                                | 2022年12月9日  | 作品賞トップ10         | 『ウーマン・トーキング 私たちの選択』                                | 入賞       | [ 20 ]        |
| ロサンゼルス映画批評家協会賞         | 2022年12月11日 | 助演俳優賞             | ジェシー・バックリー                                                 | 次点       | [ 21 ]        |
| ボストン映画批評家協会賞             | 2022年12月11日 | アンサンブル演技賞     | 出演者一同                                                           | 受賞       | [ 22 ]        |
| シカゴ映画批評家協会賞               | 2022年12月14日 | 監督賞                 | サラ・ポーリー                                                       | ノミネート | [ 23 ] [ 24 ] |
| シカゴ映画批評家協会賞               | 2022年12月14日 | 脚色賞                 | サラ・ポーリー                                                       | 受賞       |               |
| ゴールデングローブ賞                 | 2023年1月10日  | 脚本賞                 | サラ・ポーリー                                                       | ノミネート | [ 25 ]        |
| ゴールデングローブ賞                 | 2023年1月10日  | 作曲賞                 | ヒドゥル・グドナドッティル                                           | ノミネート | [ 25 ]        |
| クリティクス・チョイス・アワード     | 2023年1月15日  | 作品賞                 | サラ・ポーリー                                                       | ノミネート | [ 26 ]        |
| クリティクス・チョイス・アワード     | 2023年1月15日  | 監督賞                 | サラ・ポーリー                                                       | ノミネート | [ 26 ]        |
| クリティクス・チョイス・アワード     | 2023年1月15日  | 脚色賞                 | サラ・ポーリー                                                       | 受賞       | [ 26 ]        |
| クリティクス・チョイス・アワード     | 2023年1月15日  | 助演女優賞             | ジェシー・バックリー                                                 | ノミネート | [ 26 ]        |
| クリティクス・チョイス・アワード     | 2023年1月15日  | 作曲賞                 | ヒドゥル・グドナドッティル                                           | ノミネート | [ 26 ]        |
| クリティクス・チョイス・アワード     | 2023年1月15日  | アンサンブル演技賞     | 『ウーマン・トーキング 私たちの選択』                                | ノミネート | [ 26 ]        |
| カンザスシティ映画批評家協会賞       | 2023年1月22日  | 脚色賞                 | 『ウーマン・トーキング 私たちの選択』                                | 受賞       | [ 27 ]        |
| サテライト賞                         | 2023年3月3日   | 作品賞（ドラマ部門）   | 『ウーマン・トーキング 私たちの選択』                                | ノミネート | [ 28 ] [ 29 ] |
| サテライト賞                         | 2023年3月3日   | 監督賞                 | サラ・ポーリー                                                       | ノミネート | [ 28 ] [ 29 ] |
| サテライト賞                         | 2023年3月3日   | 脚色賞                 | サラ・ポーリー                                                       | 受賞       | [ 28 ] [ 29 ] |
| サテライト賞                         | 2023年3月3日   | 助演男優賞             | ベン・ウィショー                                                     | ノミネート | [ 28 ] [ 29 ] |
| サテライト賞                         | 2023年3月3日   | 助演女優賞             | クレア・フォイ                                                       | 受賞       | [ 28 ] [ 29 ] |
| サテライト賞                         | 2023年3月3日   | 作曲賞                 | ヒドゥル・グドナドッティル                                           | ノミネート | [ 28 ] [ 29 ] |
| インディペンデント・スピリット賞     | 2023年3月4日   | 作品賞                 | デデ・ガードナー、フランシス・マクドーマンド、ジェレミー・クライナー | ノミネート | [ 30 ]        |
| インディペンデント・スピリット賞     | 2023年3月4日   | 監督賞                 | サラ・ポーリー                                                       | ノミネート | [ 30 ]        |
| インディペンデント・スピリット賞     | 2023年3月4日   | 脚本賞                 | サラ・ポーリー                                                       | ノミネート | [ 30 ]        |
| インディペンデント・スピリット賞     | 2023年3月4日   | ロバート・アルトマン賞 | 監督・キャスティング・ディレクター・出演者一同                       | 受賞       | [ 30 ]        |